# 서커스단의 예술가들
서커스단의 예술가들(Die Artisten in der Zirkuskuppel: ratlos)은 영화 감독 알렉산더 클루게가 제작한 1968년 서독 영화이다. 2차 대전 전후 독일의 영화와 예술, 사회에 대한 은유로서, 아주 새로운 서커스 예술을 추구하고자 하지만 결국 갈 곳을 모르고 방황하는 서커스단 후원자와 곡예사들의 모습을 담고 있다. 영화는 다큐멘터리와 픽션을 넘나든다. 예를 들면 당시 독일어권 문학 작가들의 동인인 47그룹의 1967년 마지막 회합 장면 다큐멘터리 영상을 전국 서커스단장들의 모임인 양 보여주는 식이다. 같은 해 베니스 영화제에서 황금사자상을 수상했다.

## 출연

### 주연
- 알프레드 에델

### 조연
- 한넬로르 호게르
- 베른트 홀즈
- 쿠르트 위르겐스